# Bolesław Łaszewski
Bolesław Łaszewski (ur. 22 listopada 1912 w Górze Ropczyckiej, koło Sędziszowa Małopolskiego, zm. 29 marca 2013 w Nowym Jorku) – amerykański działacz polonijny, historyk.

## Życiorys
Przed 1939 studiował filologię polską na Uniwersytecie Jagiellońskim. Uczestnik kampanii wrześniowej, następnie w Polskich Siłach Zbrojnych na Zachodzie. Po wojnie pozostał na emigracji w Wielkiej Brytanii. Działał w Stowarzyszeniu Polskich Kombatantów i Zjednoczenia Polskiego Uchodźstwa Wojennego w Belgii i Wielkiej Brytanii. Był też wiceprezesem Światowego Związku Polaków z Zagranicy.
Od 1951 w USA. W 1959 w Nowym Jorku współzałożyciel z Bolesławem Węglem SPATA (Society of Polish American Travel Agents). W latach 1989–1990 był dyrektorem wykonawczym Polskiego Instytutu Naukowego w Ameryce. Współzałożyciel w 1971 „Nowego Dziennika”, największej gazety polonijnej w Nowym Jorku.
Był żonaty z lwowianką Zofią, z d. Kinel (1922–2018), lekarzem i profesorem medycyny na Uniwersytecie Browna. Mieli trzy córki.

## Odznaczenia i nagrody
- Medal Wojska Polskiego (1947)
- Krzyż Kampanii Wrześniowej (1985)
- Złoty Order Zasługi RP (1991)

## Wybrane publikacje
- Z wojskowych szeregów do życia cywilnego: historia powstania i pierwszych pięciu lat działalności Stowarzyszenia Polskich Kombatantów 1945-1950, New York: Bicentennial Publ. Corp. 1984.
- Kraków: karta z dziejów dwudziestolecia: Kraków akademicki, młodzieżowy, kulturalny, literacki, artystyczny, New York: Bicentennial Publ. Corp. 1985 (wyd. 2 - 1987).
- Wschód-Zachód: Rosja-Związek Sowiecki-Stany Zjednoczone-Polska, New York: Bicentennial Publishing Corporation 1986.
- Poglądy i działalność społeczno-polityczna Adama Mickiewicza po roku 1830, przedm. Tadeusz W. Nowacki, Radom: Wydaw. i Zakład Poligrafii Instytutu Technologii Eksploatacji 1999.
- Dziennik żołnierza, Warszawa: "Familia" 2000.
- Moje stracone pokolenie, Warszawa: Radosław Korzycki 2006.